# Abdullah Al-Jouei
Abdullah Al-Jouei (in arabo عبد الله الجوعي‎?; 2 marzo 1995) è un calciatore saudita, centrocampista svincolato.

## Caratteristiche tecniche
È un esterno sinistro.

## Carriera
Il 7 ottobre 2017 ha esordito con la nazionale saudita disputando l'amichevole vinta 5-2 conto la Giamaica, match dove ha segnato una rete.